# Steirastoma aethiops
Steirastoma aethiops es una especie de escarabajo del género Steirastoma, familia Cerambycidae. Fue descrita científicamente por Bates en 1862.
Habita en Bolivia, Brasil, Perú y Colombia. Posee una longitud corporal de 17-21,2 milímetros. El período de vuelo de esta especie ocurre únicamente en el mes de marzo.